# Elezioni presidenziali negli Stati Uniti d'America del 1928
Le elezioni presidenziali negli Stati Uniti d'America del 1928 si svolsero il 6 novembre. La sfida oppose il candidato repubblicano Herbert Hoover e il democratico Alfred Smith. Hoover fu eletto presidente.
La tornata elettorale contrappose l'anticattolicesimo e il proibizionismo di Hoover e l'antiproibizionismo e il cattolicesimo di Smith.

## Risultati
| Candidati           | Candidati                   | Partiti                                       | Voti       | %     | Delegati |
| Presidente          | Vicepresidente              | Partiti                                       | Voti       | %     | Delegati |
| ------------------- | --------------------------- | --------------------------------------------- | ---------- | ----- | -------- |
| Herbert Hoover (CA) | Charles Curtis (KS)         | Partito Repubblicano                          | 21 427 123 | 58,21 | 444      |
| Al Smith (NY)       | Joseph Taylor Robinson (AR) | Partito Democratico                           | 15 015 464 | 40,80 | 87       |
| Norman Thomas       | James H Maurer              | Partito Socialista d'America                  | 267 478    | 0,73  | –        |
| William Z. Foster   | Benjamin Gitlow             | Partito Comunista degli Stati Uniti d'America | 48 551     | 0,13  | –        |
| Altri candidati     | -                           | -                                             | 48 396     | 0,13  | –        |
| Totale              | Totale                      | Totale                                        | 36 807 012 | 100   | 531      |